# União das Freguesias de Vale de Frades e Avelanoso
Die União das Freguesias de Vale de Frades e Avelanoso ist eine portugiesische Gemeinde (Freguesia) im Kreis (Concelho) Vimioso, Distrikt Bragança, im Nordosten Portugals.

## Geschichte
Die Gemeinde entstand im Zuge der Gebietsreform vom 29. September 2013 durch die Zusammenlegung der ehemaligen Gemeinden Vale de Frades und Avelanoso.
Vimioso wurde Sitz der neuen Verwaltung.

## Demographie

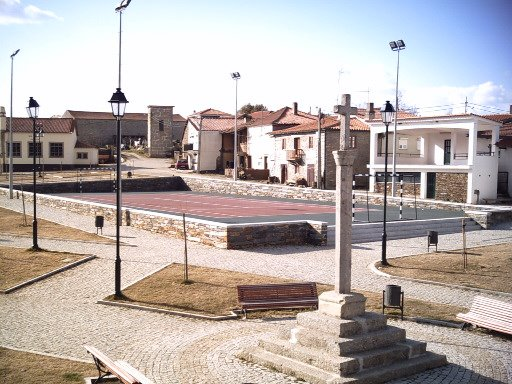
Largo de São Pedro in Avelanoso

| Freguesia | Freguesia                  | Freguesia | Freguesia       | ehemalige Freguesias | ehemalige Freguesias | ehemalige Freguesias | ehemalige Freguesias |
| --------- | -------------------------- | --------- | --------------- | -------------------- | -------------------- | -------------------- | -------------------- |
| Wappen    | Freguesia                  | Einwohner | Fläche in (km²) | Wappen               | Freguesia            | Einwohner            | Fläche in (km²)      |
|           | Vale de Frades e Avelanoso | 293       | 69,38           |                      | Vale de Frades       | 160                  | 40,16                |
|           | Vale de Frades e Avelanoso | 293       | 69,38           | Avelanoso            | 151                  | 29,22                |                      |